# Tetragonus catamitus
Tetragonus catamitus – gatunek motyli z podrzędu Glossata i rodziny Callidulidae.
Gatunek ten opisany został w 1832 roku przez Carla Geyera.
Motyl o skrzydłach przednich długości 18-19 mm. Skrzydła ubarwione żółtawobrązowo, na przednich ochrowo-jasnobrązową barwę ma strefa między żyłkami Sc+R1 a CuA1 oraz część proksymalna komórki dyskoidalnej. Spód skrzydeł z nieregularnymi liniami zaśrodkowymi oraz ciemnobrązowymi kropkami ze srebrnobiałym oczkiem. Żyłka M3 formuje na tylnych skrzydłach krótki ogonek.
Owad ten zasiedla nizinne lasy tropikalne. Przejrzyście zielonkawe z czarną, prawie prognatyczną głową gąsienice żerują na roślinach z rodzaju Drynaria i Pteridium. Młodsze ich stadia żyją w zwiniętych liściach, a starsze wspólnie w jedwabnych tunelach między liśćmi.
Gatunek orientalnyy, znany z Azji Wschodniej i Południowo-Wschodniej, od Sri Lanki po Tajwan, Jawę i Moluki.